# Donja Bodežišta
Donja Bodežišta (cyr. Доња Бодежишта) – wieś w Bośni i Hercegowinie, w Republice Serbskiej, w gminie Gacko. W 2013 roku liczyła 4 mieszkańców.